# Сера Казино (Козенца)
Сера Казино је насеље у Италији у округу Козенца, региону Калабрија.
Према процени из 2011. у насељу је живело 64 становника. Насеље се налази на надморској висини од 944 м.